# Belsito
Belsito é uma comuna italiana da região da Calábria, província de Cosenza, com cerca de 929 habitantes. Estende-se por uma área de 11 km², tendo uma densidade populacional de 84 hab/km². Faz fronteira com Altilia, Carpanzano, Malito, Marzi, Paterno Calabro.

## Demografia
| Variação demográfica do município entre 1861 e 2011                               |
|                                                                                   |
| Fonte: Istituto Nazionale di Statistica (ISTAT) - Elaboração gráfica da Wikipedia |